# Ernie Dingo
Ernie Dingo (ur. 31 lipca 1956 w Bullardo) – australijski aktor telewizyjny i filmowy oraz prezenter telewizyjny.

## Życie i kariera
Urodził się w dniu 31 lipca 1956 w Bullardoo. Był drugim dzieckiem z dziewięcioro rodzeństwa. Dorastał w miejscowości Mullewa, gdzie uczęszczał do szkoły podstawowej – Prospect Primary, a następnie do miejscowego liceum Geraldton High School. Gdy był nastolatkiem, wraz z rodziną przeprowadził się do Perth.
Filmowa kariera Dingo za rozpoczęła się w 1984. Zadebiutował małą rolą w serialu telewizyjnym The Cowra Breakout. Na dużym ekranie po raz pierwszy pojawił się w 1986 w dramacie The Fringe Dwellers. W 1988 zagrał główną rolę w dramacie biograficznym Tudawali. W 1988 miał ważną rolę drugoplanową w międzynarodowym przeboju Krokodyl Dundee II.
W 1991 był odtwórcą głównej roli w filmie Wima Wendersa Aż na koniec świata. W 1996 miał wiodącą rolę w filmie Martwe Serca, gdzie zagrał u boku Bryana Browna. Po dłuższej przerwie – w 2010 powrócił do pracy na srebrnym ekranie – w musicalu Bran Nue Dae, gdzie zagrał wraz z Jessicą Mauboy i Geoffreyem Rushem.
Ponadto znany jest z ról w popularnych serialach telewizyjnych, m.in. Policjanci z Mt. Thomas, Szkoła złamanych serc czy Latający doktorzy. W 1994 za rolę w serialu Heartland otrzymał nominację do nagrody dla najlepszego aktor w dramacie telewizyjnym.
W 1990 w uznaniu zasług dla australijskiej sztuki scenicznej został członkiem The Order of Australia.
Podczas ceremonii otwarcia Igrzysk Olimpijskich w Sydney był narratorem tłumaczącym na język rdzennych mieszkańców Australii.

## Filmografia
Filmy 
- 1986: The Fringe Dwellers jako Phil
- 1986: Błękitny opal, (The Blue Lightning) jako Pekeri
- 1988: A Waltz Through the Hills jako Frank Smith
- 1988: Krokodyl Dundee II, (Crocodile' Dundee II) jako Charlie
- 1988: Tudawali jako Robert Tudawali
- 1991: Aż na koniec świata, (Bis ans Ende der Welt) jako Burt
- 1993: Day of the Dog jako Percy
- 1996: Martwe serce, (Dead Heart) jako David
- 1998: Echo burzy, (The Echo of Thunder) jako Neil
- 1993: Bran Nue Dae jako wujek Tadpole

 Seriale 
- 1989: Dolphin Cove jako Didge
- 1989: Fast Forward jako Various
- 1991: Latający doktorzy jako Eric
- 1992: G.P. jako Eddie
- 1994: Heartland jako Vincent Burunga
- 1995: Szkoła złamanych serc, (Heartbreak High) jako Vic Morris
- 2002-2003: Policjanci z Mt. Thomas jako Archie Garrett
- 2013: Redfern Now jako Ernie Johnson

## Nagrody i nominacje
- Wygrana – Australijska Akademia Sztuk Filmowych i Telewizyjnych AACTA 1988 – za: Najlepszy aktor w filmie telewizyjnym, (za film A Waltz Through the Hills),
- Nominacja -– Australijska Akademia Sztuk Filmowych i Telewizyjnych AACTA 1994 – za: Najlepszy aktor w dramacie telewizyjnym, (za film Heartland)[3].